# Pascal Plisson
Pascal Plisson (Parigi, 1959) è un regista documentarista francese.

## Biografia
Dal 1984 al 1993 ha diretto reportage di sport e avventura ambientati nel continente americano per i canali televisivi CBS, France 2 e Canal+. Ha realizzato vari documentari tra cui Australie 50º de solitude (1996), I misteri di Clipperton (2005) e Safari (2009). Nel 2003 il suo primo lungometraggio, I Masai, i guerrieri della pioggia.
Il suo ultimo film, Vado a scuola, è stato presentato al Festival di Locarno del 2013.
È lo zio del rugbista internazionale Jules Plisson.

## Filmografia

### Regista

#### Documentari
- Australie 50° de solitude (1996)
- I misteri di Clipperton (Les mystères de Clipperton) (2005)
- Vado a scuola (Sur le chemin de l'école) (2013)
- Vado a scuola - Il grande giorno (Le grand jour) (2015)
- Gogo (2020)
- We Have a Dream (2023)

#### Lungometraggi
- I Masai, i guerrieri della pioggia (Massai - Les guerriers de la pluie) (2003)

### Sceneggiatore

#### Documentari
- Vado a scuola (Sur le chemin de l'école), regia di Pascal Plisson  (2013)
- Vado a scuola - Il grande giorno (Le grand jour), regia di Pascal Plisson (2015)
- Gogo, regia di Pascal Plisson (2020)
- We Have a Dream (2023)

#### Lungometraggi
- I Masai, i guerrieri della pioggia (Massai - Les guerriers de la pluie), regia di Pascal Plisson (2003)
- Safari, regia di Olivier Baroux (2009)